# 蔚德堂
蔚德堂位于歙县霞坑镇鸿飞村，建于1930年，是当地现存最为完好的大宅，砖雕、木雕、石刻精美。门额为“积厚流光”四字。
2019年，蔚德堂列为第八批安徽省文物保护单位。